# Réserve naturelle de Baishuijiang
La réserve naturelle de Baishuijiang est une réserve de biosphère de l'Unesco située dans le district de Wen de la province du Gansu en Chine.